# The Brave Deserve the Fair (film 1910)
The Brave Deserve the Fair è un cortometraggio muto del 1910 prodotto dalla Lubin. Il nome del regista non viene riportato nei credit del film.

## Produzione
Il film fu prodotto dalla Lubin Manufacturing Company.

## Distribuzione
Distribuito dalla General Film Company, il film - un cortometraggio di 213,36 metri - venne distribuito nelle sale statunitensi il 26 maggio 1910.
Nelle proiezioni, veniva programmato con il sistema dello split reel, accorpato in un'unica bobina con un altro cortometraggio prodotto dalla Lubin, il documentario The Sisal Industry in the Bahamas.